# Tiroteios em Ottawa em 2014
Uma série de tiroteios ocorreram em 22 de outubro de 2014 na Colina do Parlamento e nas proximidades em Ottawa, capital do Canadá. Michael Zehaf-Bibeau baleou mortalmente o cabo Nathan Cirillo, um soldado de guarda cerimonial no National War Memorial Canadense. Em seguida, o atirador se dirigiu às proximidades do Centre Block, edifício do Parlamento do Canadá, onde os membros estavam frequentando convenções partidárias. Zehaf-Bibeau foi morto dentro do prédio em um tiroteio com agentes de segurança do parlamento.Após o tiroteio, o núcleo do centro de Ottawa foi colocado em bloqueio, enquanto a polícia procurou por quaisquer potenciais ameaças adicionais.